# Sölderholz
Sölderholz ist der Statistische Bezirk 45 und zugleich ein südöstlicher Stadtteil der kreisfreien Großstadt Dortmund.
Sölderholz ist erst im letzten Jahrhundert als Stadtteil gewachsen. Sein Name leitet sich von „Sölder Holz“, mithin der zu Sölde, dem angrenzenden Stadtteil, gehörige Wald, ab.
Im Süden grenzt Sölderholz an Lichtendorf, das ebenfalls zum Statistischen Bezirk 45 gehört, im Westen an Aplerbeck und die Aplerbecker Mark, im Norden an Sölde und im Osten an Holzwickede. Außer an der Grenze zu Lichtendorf ist zu den angrenzenden Stadtteilen keine durchgehende Bebauung vorzufinden. In einem Waldgebiet zwischen Sölderholz und Holzwickede entspringt die Emscher.
Die Bebauung von Sölderholz ist im Wesentlichen durch Einfamilienhäuser bzw. Reihenhäuser geprägt.
Weitere Bebauungen sind in Planung.
Das waldnahe Sölderholz gilt als beliebte Dortmunder Wohnlage und weist eine sehr niedrige Arbeitslosenquote und einen hohen Einkommensdurchschnitt auf.
Nordwestlich von Sölderholz verläuft die Bahnstrecke Hagen–Hamm. Sölderholz ist im ÖPNV durch Buslinien der DSW21 angebunden.

## Bevölkerung
Am 31. Dezember 2024 lebten 5.925 Einwohner in Sölderholz (inklusive Lichtendorf).
Struktur der Sölderholzer Bevölkerung:
- Bevölkerungsanteil der unter 18-Jährigen: 14,9 % [Dortmunder Durchschnitt: 16,2 % (2018)][2]
- Bevölkerungsanteil der mindestens 65-Jährigen: 25,3 % [Dortmunder Durchschnitt: 20,2 % (2018)][3]
- Ausländeranteil: 5,0 % [Dortmunder Durchschnitt: 22,3 % (2024)][4]
- Arbeitslosenquote: 3,6 % [Dortmunder Durchschnitt: 11,0 % (2017)][5]

Das durchschnittliche Einkommen in Sölderholz liegt etwa 25 % über dem Dortmunder Durchschnitt.

### Bevölkerungsentwicklung
| Jahr | Einw. |
| ---- | ----- |
| 1987 | 5876  |
| 2003 | 6292  |
| 2008 | 6242  |
| 2013 | 6061  |
| 2016 | 6076  |
| 2019 | 6121  |
| 2022 | 6051  |